# Gottfried von Neifen
Gottfried von Neifen (nei pressi di Urach, ... – ...; fl. XIII secolo) è stato un Minnesänger tedesco, della stirpe dei signori di Neuffen.

## Biografia
Gottfried era figlio di Enrico I (1200 circa–1246), conte di Neuffen e Achalm, e di Adelaide, figlia di Goffredo, conte di Winnenden. Gottfried viene nominato nei documenti in un arco temporale dal 1230 fino a circa il 1255. Originario del castello di Hohenneuffen, nei pressi di Neuffen, fece parte del circolo di Enrico VII e la sua poetica fu influenzata da Walther von der Vogelweide e Neidhart von Reuental. Le sue opere, che mostrano già un notevole distacco dalla fase principale del Minnesang, in cui era lodato il servizio incondizionato alla propria signora, colpiscono per l'ironia e la padronanza linguistica. Non sono tramandati Ton a suo nome.
Intorno al 1235, Egino V, cognato di Goffredo (avendo egli sposato la sorella Adelaide), ed i suoi fratelli Bertoldo e Rodolfo sostennero il re rinnegato Enrico VII contro suo padre e l'imperatore Federico II. La conquista del castello di Achalm da parte dei fedeli all'imperatore poteva ancora essere impedita, ma in una battaglia in campo aperto a Swiggerstal, Goffredo ed il fratello Enrico, assieme agli Urach, furono sconfitti.

## Opere
- Wer gesach ie wunneklicher me den svessen meigen? (Testo integrale).
- Schouwet ûf den anger (Testo integrale).